# Härnösands curlinggymnasium
Härnösands curlinggymnasium startade 1989 på initiativ av entusiaster inom Härnösands curlingklubb. 
Lag Anette Norberg från Härnösands curlingklubb tog guld i en final mot Schweiz i Turin-OS den 23 februari 2006. Världsmästerskapet i Calgary, Kanada 2006 avgjordes den 26 mars i en finalmatch mot USA, där samma lag vann guldmedaljen för Sverige efter en jämn kamp, som slutade med siffrorna 10-9.